# دولوريس إيباروري
دولوريس إيباروري (بالإسبانية: María de los Dolores Ibárruri y Gómez)‏ وتسمى أيضا لاباسيوناريا هي مناضلة شيوعية إسبانية ولدت في الباسك من أسرة فقيرة يعمل أعضاؤها في المناجم. انضمت عام 1917 إلى الحزب الاشتراكي العمالي الإسباني، ثم ما لبثت أن التحقت في 1921 بالحزب الشيوعي الإسباني الذي أسسه عمال ثوريون تأثروا إلى حد كبير بتجربة الحزب الشيوعي السوفييتي.
وفي سنة 1925 بدأت تكتب في الجرائد العمالية المحلية، وتوقع باسم «لاباسيوناريا» والذي يعني: خيوط دائرية من الزهر شبيهة باكليل الشوك الموضوع على رأس السيد المسيح. أصبحت في العام 1931 عضو في المكتب السياسي للحزب الشيوعي الإسباني. سجنت ثلاث مرات بين 1932 و1936 وقاست عذاب الجوع والحرمان والنفي. وتزوجت من عامل شيوعي من مقاطعة أستوريا ورزقت منه بستة أولاد فقدت منهم خمسة وهم على الترتيب إيستر (1916-1919)، روبين (1921-1942)، أماجويا (1923-1923)، أثوثينا (1923-1925)، أمايا (1923)، إبا (1928-1928).
شاركت في إضراب عمال المناجم الاستوريين في 1934 واشتهرت عندها ببلاغتها الخطابية وبقدرتها الفائقة على التأثير على الجماهير، وأصبح لقبها «لاباسيوناريا» يعني الدعوة الدائمة إلى العمل والنضال.
اشتركت في العام 1935 في المؤتمر السابع للأممية الشيوعية، وانتخبت عضوا في «البريزيديوم الأممي».
قامت بدور فعال مع الأمين العام للحزب خوسيه دياز في سبيل تحالف كل القوى الشعبية الإسبانية واجتذاب بعض القطاعات من البرجوازية المثقفة.
و على أثر انتصار الجبهة الشعبية عام 1936، انتخبت نائبة لرئيس البرلمان الإسباني. ولم تعرف الهدوء طيلة الحرب الأهلية الإسبانية فكانت تلازم المقاتلين على كافة الجهات في الداخل، وتسافر أحيانا إلى بعض البلدان الأوروبية تستحثها على دعم الجمهورية الديموقراطية في إسبانيا. ومما عرف عنها أثناء الحرب إطلاقها لشعارين ما يزالان على ألسنة المناضلين حتى اليوم: «لن يمروا» و«الأفضل أن نموت واقفين على أن نحيا راكعين»
في 6 مارس 1939 بعد هزيمة الجمهوريين تركت دولوريس إيباروري إسبانيا إلى موسكو وبقيت مبعدة عن بلادها مدة 38 عام. وفي العام 1942، وبعد موت خوسه دياز، انتخبت أمينة عامة للحزب الشيوعي الإسباني، وهي أول امرأة تضطلع بمثل هذه المسؤولية.
وفي 1948 انتقلت قيادة الحزب إلى مدينة تولوز الفرنسية إلى أن بدأت الحرب الباردة فاضطرت دولوريس للعودة إلى موسكو. وفي 1954 عملت على دعم سانتياغو كاريو وفرناندو كلودان للوصول إلى اللجنة المركزية.
و في يناير 1960 انتخبت دولوريس رئيسة للحزب في مؤتمره السادس وانتخب سانتياغو كاريو أمين عام له. تبنت موقف قيادة الحزب في إدانته تدخل حلف وارسو المسلح في تشيكوسلوفاكيا عام 1968.
عادت دولوريس إياروري إلى وطنها سنة 1977 وانتخبت في يوليو من السنة نفلسها نائبة عن أستوريا. عارضت طروحات الشيوعية الأوروبية التي نادى بها كاريو وبقيت على علاقة وثيقة ب الاتحاد السوفييتي. وبالرغم من كونها رئيسة للحزب فإن هذا المنصب يكاد يكون فخريا محضا لا يسمح لها التصدي جديا للخط الحالي للحزب.

## معرض الصور

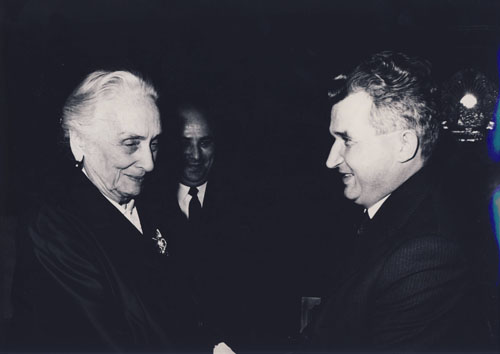
دولوريس إيباروري مع نيكولاي تشاوتشيسكو قائد شيوعي روماني أثناء زيارتها لرومانيا عام 1972.

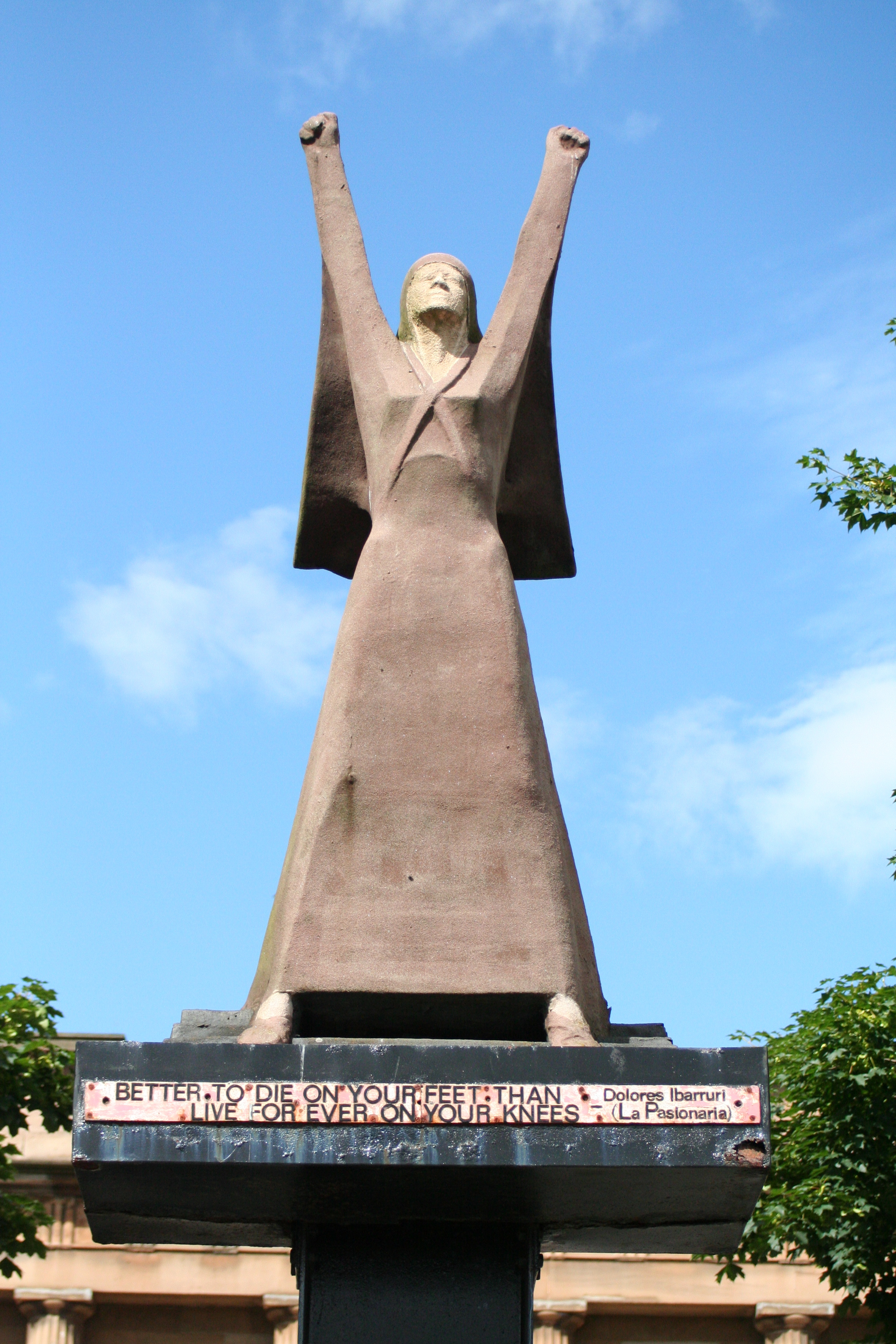
تمثال لدولوريس إيباروري بغلاسغو، اسكتلندا.

## وصلات خارجية
- دولوريس إيباروري على موقع IMDb (الإنجليزية)
- دولوريس إيباروري على موقع الموسوعة البريطانية (الإنجليزية)
- دولوريس إيباروري على موقع مونزينجر (الألمانية)
- دولوريس إيباروري على موقع قاعدة بيانات الفيلم (الإنجليزية)